# Championnats de Hongrie d'escrime 1903
Navigation
Édition précédente Édition suivante
Les championnats de Hongrie d'escrime 1903 ont lieu les 24 avril et 26 avril 1903 à Budapest. Ce sont les quatrièmes championnats d'escrime en Hongrie. Ils sont organisés par la MVSz.
Les championnats comportent seulement deux épreuves, le fleuret masculin et le sabre masculin.

## Classements
| Épreuves          | Or                 | Argent                | Bronze                   |
| ----------------- | ------------------ | --------------------- | ------------------------ |
| Fleuret           |                    |                       |                          |
| Hommes individuel | Ervin Mészáros MAC | Amilcare Pieroni Pisa | Georg Liebmann Trieste   |
| Sabre             |                    |                       |                          |
| Hommes individuel | Béla Békessy MAC   | Béla Nagy MAC         | Gyula Halász Fővárosi VC |